# Sidney J. Furie
Sidney J. Furie est un producteur, réalisateur et scénariste canadien, né le 28 février 1933 à Toronto, en Ontario (Canada).

## Biographie
Furie est né dans une famille juive à Toronto en Ontario, Canada. Il a fréquenté le Vaughan Road Collegiate et l'université Carnegie Mellon à Pittsburgh en Pennsylvanie.

### Vie privée
Il a été marié à Sheila Gilz de 1956 à 1968, avec qui il a eu quatre enfants. En 1968, il se remarie avec Linda Ruskin, avec qui il a deux enfants.

## Carrière
Il a travaillé comme écrivain pour la Société Radio-Canada, où, en 1957, il a écrit et réalisé un long métrage dramatique, A Dangerous Age. Malgré le soutien du producteur et distributeur populaire Nat Taylor, le film n'a pas pu trouver de public dans son pays, mais a été reconnu par les critiques britanniques qui considéraient le jeune Furie comme un nouveau talent.
Un an plus tard, Furie s'est de nouveau essayé à un drame pour adolescents, écrivant et réalisant A Cool Sound from Hell. Ce film a connu le même sort que le précédent et, n'ayant pas trouvé de distributeur approprié, a été perdu pendant des décennies jusqu'à ce qu'il soit à nouveau découvert par le biographe de Furie Daniel Kremer dans les coffres du British Film Institute, surnommé Les Beatniks. Le film restauré a été présenté en première au Festival international du film de Toronto en septembre 2016.
Incapable d'atteindre le succès et la reconnaissance dans son pays natal, Furie a déménagé en Angleterre, où il a reçu des éloges de la critique, dans l'espoir de poursuivre ses activités avec succès. Il s'est essayé dans divers genres, notamment dans des films d'horreur (Le Cadavre qui tue), des films fantastiques (L'Emprise), des films musicaux (Three on a Spree (en)) et des comédies musicales (The Young Ones (en)). Furie signe aussi l'étude de mœurs The Leather Boys, un des rares films des années 1960 à aborder le thème de l'homosexualité.
En 1965, le producteur Harry Saltzman lui confie la production du film d'espionnage Ipcress, danger immédiat. Le film est présenté en compétition au Festival de Cannes de 1965 avant de connaitre un grand succès à sa sortie. Ce succès contribue à consolider la réputation de sa vedette, Michael Caine. À la cérémonie des prix du cinéma britannique, les BAFTA, le film reçoit cinq nominations et Furie est en lice pour le prix de la mise-en-scène. Ipcress, danger immédiat reçoit trois trophées dont le prix du meilleur film.
Le succès de Ipcress, danger immédiat ouvre à Furie les portes d'Hollywood. Il se voit charger de mettre en scène le western L'Homme de la Sierra, mettant Marlon Brando en vedette. La relation entre Furie et Brando sera difficile, mais le film est bien accueilli. Furie dirige ensuite Frank Sinatra dans le drame d'espionnage Chantage au meurtre et un Robert Redford débutant dans L'Ultime Randonnée, un film sur l'amitié doublé de rivalité entre deux motards.
Au cours des années 1970, Furie réalise Lady Sings the Blues, une biographie de la chanteuse de jazz Billie Holiday. C'est Diana Ross, une autre chanteuse, qui incarne Billie Holiday et tient ainsi son premier rôle au cinéma. Le film est choisi pour faire la clôture du Festival de Cannes. Bien accueilli à sa sortie, Lady Sings the Blues récolte de plus cinq nominations aux Oscars. Furie connait moins de succès avec Gable et Lombard, un autre drame biographique centré cette fois sur la relation entre les vedettes hollywoodiennes Clark Gable et Carole Lombard. Il enchaine dans un genre très différent avec Les Boys de la compagnie C, qui est un des premiers films américains à traiter de la guerre du Vietnam, précédant de peu des œuvres plus connues comme Retour  de Hal Ashby ou Apocalypse Now de Francis Ford Coppola.
Par la suite, il amorce la réalisation du drame musical Le Chanteur de jazz, remake du  premier film parlant sorti en 1927. La production est tumultueuse et Furie ne termine pas le film, qui sera complété par Richard Fleischer et tièdement accueilli à sa sortie. Furie poursuit en réalisant le drame fantastique L'Emprise avant d'aborder à nouveau la guerre du Vietnam avec Au cœur de l'enfer.
Il connait un certain succès en 1986 avec Aigle de fer, un film d'action mettant en vedette Louis Gossett Jr. et qui fera l'objet de trois suites, dont deux dirigées par Furie. Il se voit ensuite confier la mise-en-scène de Superman 4, quatrième film de la série dans laquelle le super-héros est incarné par Christopher Reeves. Une fois encore, Furie se retrouve impliqué dans un tournage troublé. Le film est victime de contraintes budgétaires et ne rencontre à sa sortie qu'un succès très limité.
Après Superman 4, la carrière de Furie marque le pas. Il tourne encore beaucoup, surtout des films d'action comme Les Rapaces, mais ses films attirent peu l'attention et sont parfois lancés directement en vidéos. En 2018, il sort un dernier film Drive Me to Vegas and Mars, une comédie dramatique dont il est également scénariste.

## Filmographie

### comme producteur
- 1959 : A Dangerous Age
- 1959 : A Cool Sound from Hell
- 1961 : La Nuit du désir (en) (During One Night)
- 1962 : The Boys (en)
- 1984 : Au cœur de l'enfer (Purple Hearts)
- 2005 : American Soldiers

### comme réalisateur
- 1959 : A Dangerous Age
- 1959 : A Cool Sound from Hell
- 1961 : Le Cadavre qui tue (Doctor Blood's Coffin)
- 1961 : The Snake Woman (en)
- 1961 : Three on a Spree (en)
- 1961 : La Nuit du désir (en) (During One Night)
- 1961 : Les Jeunes (en) (The Young Ones)
- 1962 : The Boys (en)
- 1964 : The Leather Boys
- 1964 : La Poupée diabolique (Devil Doll) (film terminé par Lindsay Shonteff)
- 1964 : La vie est belle (en) (Wonderful Life)
- 1965 : Ipcress, danger immédiat (The Ipcress File)
- 1966 : L'Homme de la Sierra (The Appaloosa)
- 1967 : Chantage au meurtre (The Naked Runner)
- 1970 : Au-delà de la sentence (en) (The Lawyer)
- 1970 : L'Ultime Randonnée (Little Fauss and Big Halsy)
- 1972 : Lady Sings the Blues
- 1973 : Commando sur les stups (en) (Hit!)
- 1975 : Sheila Levine Is Dead and Living in New York (en)
- 1976 : Gable et Lombard (Gable and Lombard)
- 1978 : Les Boys de la compagnie C (The Boys in Company C)
- 1982 : L'Emprise (The Entity)
- 1984 : Au cœur de l'enfer (Purple Hearts)
- 1986 : Aigle de fer (Iron Eagle)
- 1987 : Superman 4 (Superman IV: The Quest for Peace)
- 1988 : L'Aigle de fer 2 (Iron Eagle II)
- 1991 : La Prise de Beverly Hills (The Taking of Beverly Hills)
- 1992 : Ladybugs
- 1995 : L'Aigle de fer 4 (Iron Eagle IV)
- 1996 : Hollow Point
- 1997 : Les Rapaces (Top of the World)
- 1997 : Les Enragés (The Rage)
- 1997 : L'Amour oublié (en) (Married to a Stranger) (TV)
- 1998 : In Her Defense (uk)
- 1999 : Les Hommes de main (The Collectors) (TV)
- 2000 : Jeu mortel (Cord)
- 2000 : Mes cinq chéries (en)
- 2000 : Nuit infernale (A Friday Night Date) (TV)
- 2001 : La Fraternité (es) (The Circle)
- 2001 : Donzi: The Legend
- 2001 : Frères de guerre (Going Back) (TV)
- 2002 : Global Heresy (en)
- 2002 : Partners in Action (uk)
- 2003 : Detention
- 2004 : Direct Action
- 2005 : American Soldiers
- 2006 : The Veteran (en) (TV)
- 2015 : The Dependables

### comme scénariste
- 1959 : A Dangerous Age
- 1959 : A Cool Sound from Hell
- 1961 : La Nuit du désir (en) (During One Night)
- 1970 : Au-delà de la sentence (en) (The Lawyer)
- 1978 : Les Boys de la compagnie C (The Boys in Company C)
- 1984 : Au cœur de l'enfer (Purple Hearts)
- 1986 : Aigle de fer (Iron Eagle)
- 1988 : L'Aigle de fer 2 (Iron Eagle II)